# اتین آمنیدو
اتین آمنیدو (انگلیسی: Etienne Amenyido؛ زادهٔ ۱ مارس ۱۹۹۸) بازیکن فوتبال اهل آلمان است.
از باشگاه‌هایی که در آن بازی کرده‌است می‌توان به باشگاه فوتبال اسنابروک اشاره کرد.
وی همچنین در تیم‌های ملی فوتبال جوانان آلمان، زیر ۲۰ سال آلمان، و توگو بازی کرده‌است.